# كشف اليقين
كشف اليقين أو كشف اليقين في فضائل أمير المؤمنين هو نص إسلامي من العصور الوسطى كتبه العالم الشيعي العلامة الحلي باللغة العربية، يروي حياة وفضائل علي بن أبي طالب، الإمام الأول في الإسلام الشيعي والخليفة الرابع في الإسلام السني. ويعتمد الكتاب على المصادر السنية والشيعية لتقديم وجهة نظر دينية وتاريخية محايدة حول دور علي في التاريخ الإسلامي المبكر.
يظل كتاب كشف اليقين، الذي أمر بتأليفه الحاكم الإلخاني السلطان خدابنده في القرن الرابع عشر، عملًا مُهمًّا في الأدب الشيعي. تُرجِم الكتاب إلى اللغتين الفارسية والإنجليزية، وقام بالترجمة الدكتور علي أكبر عقيلي أشتياني والسيد مجتبى علوي تراكماهي.

## المؤلف
العلامة الحلي عالم إسلامي ولد سنة 1250م (648هـ) في الحلة بالعراق. كان من عائلة من العلماء، وتتلمذ على يد أساتذة مشهورين مثل المحقق الحلي، والخواجة نصير الدين الطوسي.
وأصبح خبيرًا في العديد من المجالات، بما في ذلك الشريعة الإسلامية، وعلم الكلام، والفلسفة، والمنطق. كانت معرفته عميقة جدًا حتى أن بعض معلميه تعلموا منه فيما بعد. وقد ألف العديد من الكتب المهمة، منها كشف اليقين الذي يتحدث عن فضائل الإمام علي.
وقد أشاد به علماء عصره لذكائه وريادة أعماله في الدراسات الشيعية. كما كان له الأثر الأكبر على الحاكم المغولي السلطان محمد خداباندا (أولجايتو) لقبول الإسلام. ولا تزال كتاباته تُدرَّس حتى يومنا هذا، ويُذكر بأنه أحد أعظم العلماء المسلمين. توفي سنة 1325م (726هـ)، لكن أعماله لا تزال تلهم الناس.

## دافع الكتابة
في حياة العلامة الحلي اعتنق السلطان خدابنده المذهب الشيعي، وأمر بسك النقود باسم الأئمة الاثني عشر، وتداولها في البلاد في عام 708 هـ. وقد ألف العلامة الحلي الكتاب بناء على طلب السلطان خدابنده.

## المحتوى
قسّم المؤلف الكتاب إلى مقدمة واحدة وأربعة أجزاء. تتضمن بعض الفصول ما يلي:
- فضائل علي قبل وفاته
- فضائل علي في الصبا والرشد
- كرم علي وسعة صدره
- شجاعة علي في معركة الخندق
- وحدة علي والرسول الأكرم
- فضائل زوجة علي
- دعاء الرسول الكريم لعلي
- علي ومساعد الرسول الأكرم وفاطمة
- معجزات علي بعد وفاته

## الشخصيات
وفي كشف اليقين، أغلب المصادر المشار إليها هي مصادر سنية مثل مسند أحمد، ومناقب الخوارزمي، وخواص الطبري، والياقوتي، وأسباب النزول للواحدي، ومناقب ابن مقادلي. ويشار أيضًا إلى العلامة المجلسي في كتاب البحار ويستخدمه.

## الترجمة
لقد تُرجم هذا الكتاب من لغته العربية الأصلية إلى عدة لغات، منها الفارسية والإنجليزية. كان الدكتور علي أكبر عقيلي أشتياني صاحب الترجمة الإنجليزية لكتاب كشف اليقين. ويوجد للكتاب أيضًا أربع ترجمات إلى اللغة الفارسية:
- رشف المعين لمجد الأدباء
- ترجمة لمؤلف مجهول
- ترجمة حميد رضا أزير [3]
- مرآة اليقين للسيد مجتبى علوي طرقماهي